# Batalhão de Blindados de Fuzileiros Navais
O Batalhão de Blindados de Fuzileiros Navais (BtlBldFuzNav) é uma unidade do Corpo de Fuzileiros Navais (CFN) da Marinha do Brasil que fornece componentes blindados aos Grupamentos Operativos de Fuzileiros Navais. Ele opera a maior parte do inventário de blindados do CFN, com a importante exceção do Carro sobre Lagarta Anfíbio (CLAnf), pertencente ao Batalhão de Viaturas Anfíbias. Seus modelos dividem-se em dois grupos, os carros de combate (SK-105 Kürassier) e transportes de pessoal (M-113, Piranha e JLTV). Eles podem ser desembarcados para apoiar uma operação anfíbia e já foram usados na missão das Nações Unidas no Haiti e nas operações de garantia da lei e da ordem (GLO) no Rio de Janeiro.

## Origens

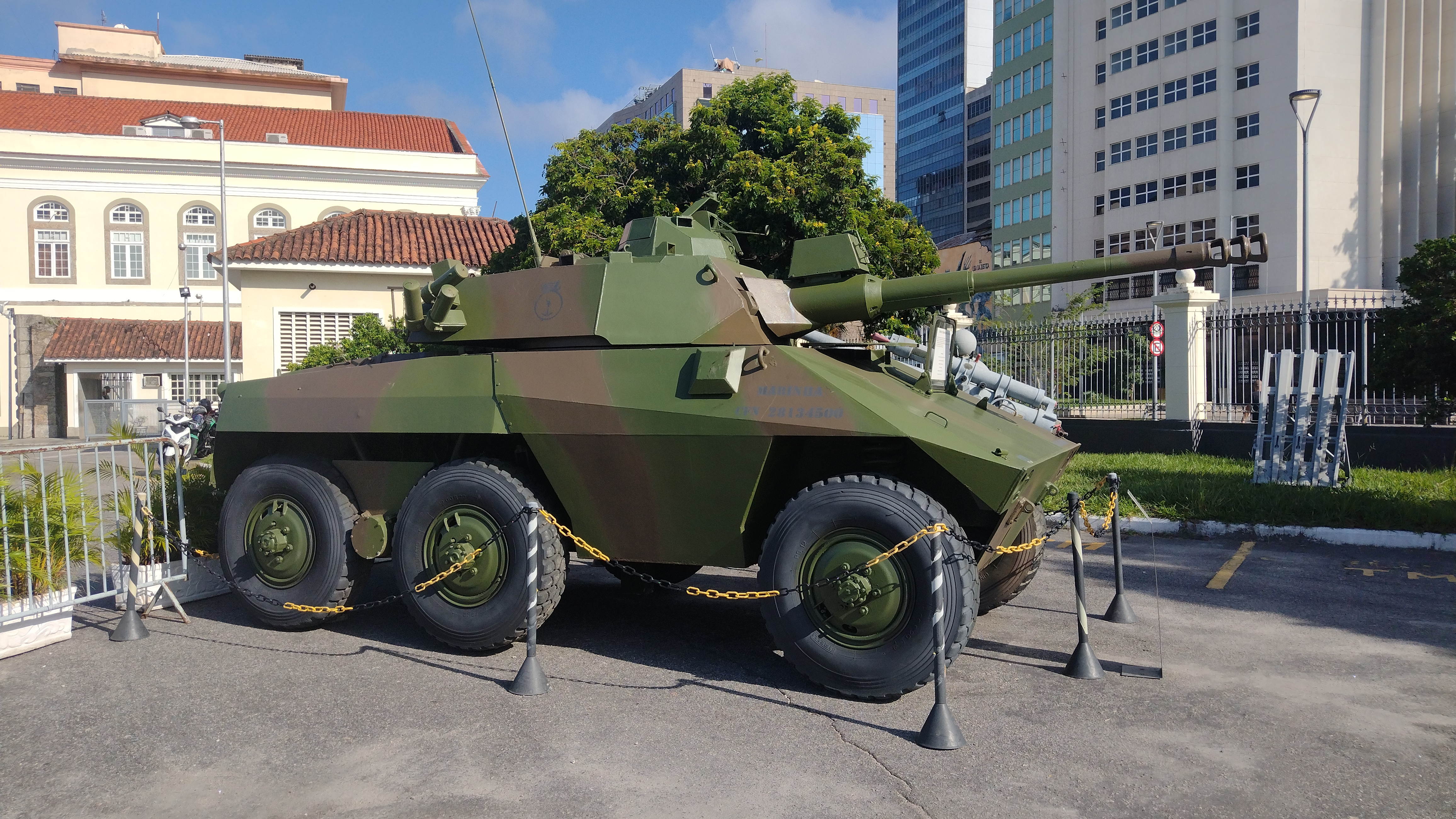
EE-9 Cascavel da Companhia de Carros de Combate preservado no Espaço Cultural da Marinha

O primeiro veículo blindado operado pelo CFN foi o EE-11 Urutu, incorporado em 20 de julho de 1973. Este modelo, incorporado à Companhia de Viaturas Anfíbias do Batalhão de Transporte Motorizado (atual Batalhão de Viaturas Anfíbias), durou pouco em serviço. A Companhia de Viaturas Anfíbias recebeu mais tarde os blindados da família M-113, mudando de designação para Companhia de Viaturas Blindadas (CiaVtrBld) em 1977. Em 1986 o Batalhão de Viaturas Anfíbias recebeu seu primeiro lote do Carro sobre Lagarta Anfíbio (CLAnf), organizados em outra companhia. Embora seja um dos principais blindados do CFN, ele nunca chegou a fazer parte do Batalhão de Blindados.
À procura de um carro de combate sobre lagartas para suplementar as forças de desembarque, o Comando-Geral do CFN não teve condições de uma aquisição no exterior e tampouco opção confiável nacional. A solução de oportunidade foi o EE-9 Cascavel, da empresa nacional Engesa, que os fuzileiros navais designaram "Carro de Combate Leve Sobre Rodas" (CCL-SR). Os seis Cascavéis recebidos foram organizados na Companhia de Carros de Combate (CiaCC), subordinada sucessivamente ao Batalhão de Comando da Divisão Anfíbia, Batalhão de Comando da Tropa de Reforço (1987), Comando da Tropa de Reforço (1993) e Comando da Divisão Anfíbia (1995). A semiautonomia administrativa foi recebida em 1993.
A CiaCC recebia tarefas de um Tank Battalion do Corpo de Fuzileiros Navais dos Estados Unidos (USMC) ou Esquadrão de Carros de Combate do Exército Brasileiro (EB), quando os CCL-SR seriam mais apropriados ao reconhecimento e segurança, como a cavalaria mecanizada do EB e os Light Armored Vehicles do USMC. Apesar de suas limitações de blindagem, poder de fogo e trafegabilidade em certos tipos de terreno, o Cascavel serviu para o treinamento conjunto de carros de combate com a infantaria. Ao final dos anos 1990, ele acumulava quase 20 anos de uso, sua manutenção era trabalhosa e novos meios seriam necessários para executar as tarefas atribuídas pela doutrina. Seu sucessor, o SK-105 Kürassier, foi recebido em 2001.
A CiaCC e a CiaVtrBld foram transferidas para criar o Batalhão de Blindados de Fuzileiros Navais em 26 de março de 2003. Desta forma, aproximava-se a preparação das tripulações de carros de combate e blindados de transporte de pessoal, concentrando-os em um único local, mais próximo à infantaria com o qual treinarão. Além de companhias para cada tipo de blindado, o batalhão tem um Estado-Maior e uma Companhia de Comando e Serviço, sob a qual está uma seção de manutenção com duas viaturas de socorro e uma de oficina. Ele é subordinado ao Comando da Divisão Anfíbia, e esta, à Força de Fuzileiros da Esquadra.

## Veículos
Definido em 2010 como "a mais poderosa unidade blindada de Fuzileiros Navais da América do Sul" pela revista Segurança & Defesa em 2010, o batalhão tinha 72 blindados no inventário em 2024, antes do recebimento completo do lote de JLTV. Os modelos em serviço têm basicamente duas vertentes, os carros de combate e os transportes de pessoal.

### M-113

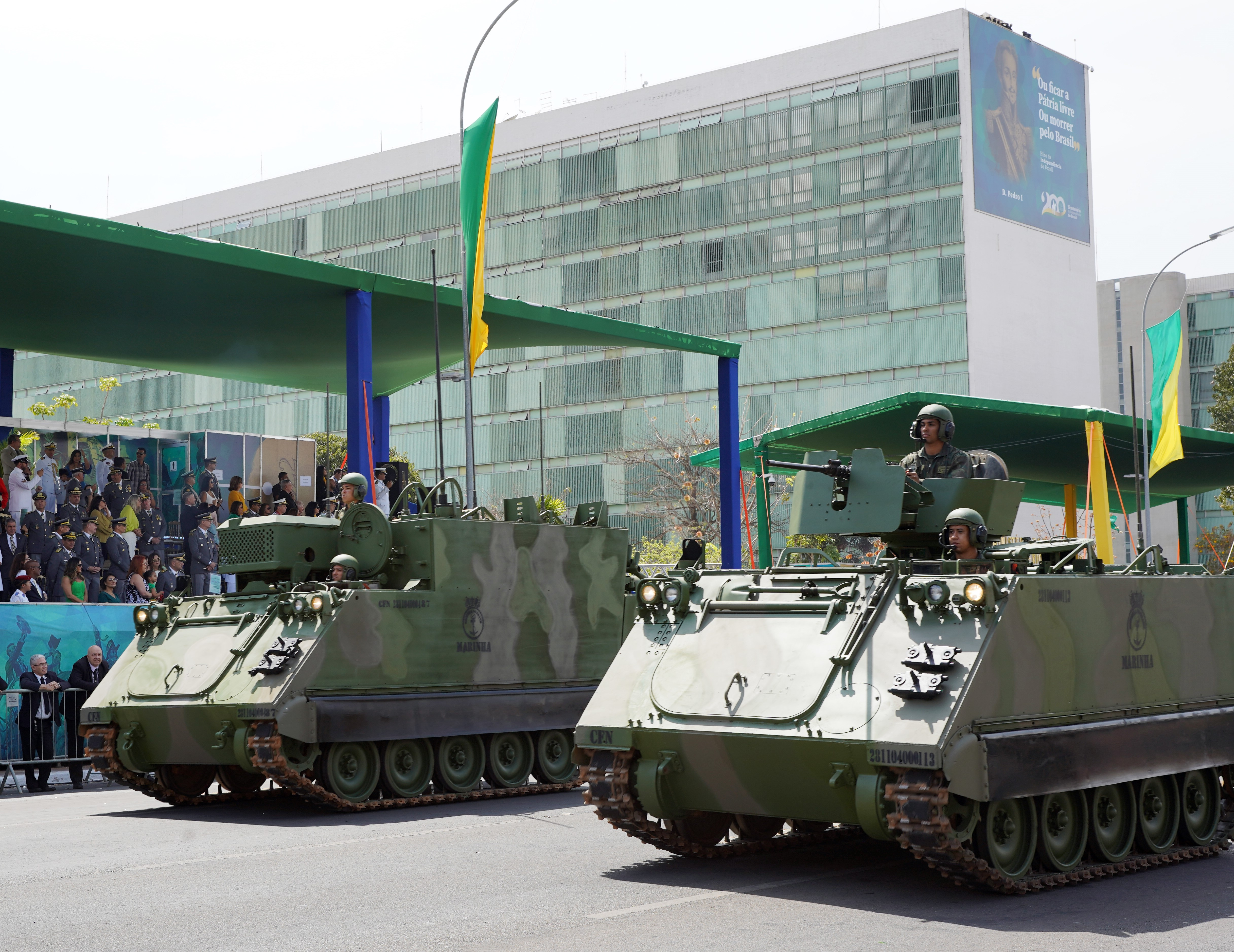
M-577 (esq.) e M-113 (dir.) no desfile de 7 de setembro de 2022

O inventário inicial da família M-113, recebida em 1974, era de 30 unidades: quatro de transporte de pessoal (M-113 A1), uma de socorro (XM-806 E1), uma de oficina (M-113 A1G), duas de comando (M-577 A1) e duas de morteiro (M-125 A1). Todas têm dois tripulantes. A versão de transporte é armada com uma metralhadora .50 e tem espaço para até onze militares com seu equipamento. As versões de oficina e socorro transportam um mecânico; no primeiro caso, ela usa um reboque direto ou guincho para transportar viaturas acidentadas ou imobilizadas de porte equivalente ao M-113. A versão de comando leva cinco especialistas em Comunicações Navais. A versão de morteiro leva um morteiro M29A1, de calibre 81 mm, e seus quatro operadores.
Esta família é amplamente difundida pelo mundo, e no Brasil é operada também pelo Exército. Os M-113 do CFN foram menos utilizados do que seus pares na outra força, com uma média de 200 km rodados por ano, mas o desgaste foi sentido depois de algumas décadas. Cerca de dois terços estavam em operação em 2010. Desta forma, a Marinha abriu um processo licitatório para um programa de modernização, cujo vencedor em 2008 foi a empresa Israel Military Industries (IMI). Um protótipo foi montado e testado em Israel, com o restante dos trabalhos realizados no Centro Tecnológico do CFN (CTecCFN), no Rio de Janeiro, e entregas de 2013 a 2016.
O novo modelo, designado M-113 MB1, é comparável ao padrão A3. Ele tem um novo motor e outros componentes, uma estação de armas Platt MR.55 Mod 2 e o reparo e modificação de partes da carcaça. Separadamente do programa, a Marinha adquiriu lançadores de granadas fumígenas de 76 mm, imageadores termais, telas digitais e kits de proteção balística externa e interna. Os veículos de morteiro foram convertidos em transportes de pessoal.

### SK-105

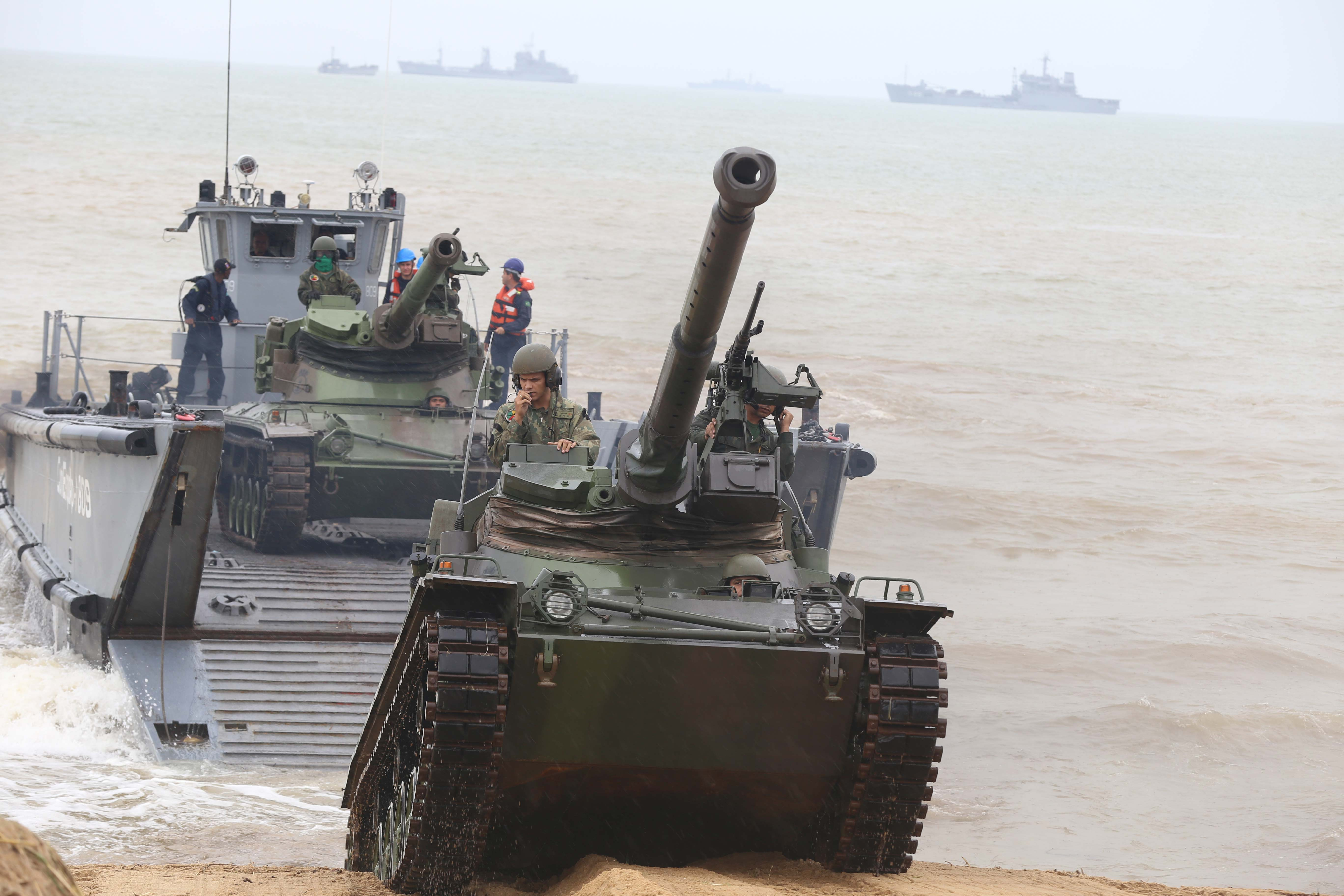
Dois Kürassier descem de uma embarcação de desembarque

O SK-105 Kürassier, carro de combate leve sobre lagartas da empresa austríaca Steyr, venceu a concorrência para substituir o Cascavel ao final dos anos 1990. A Marinha precisava de um veículo leve e compacto, que pudesse ser usado em desembarques anfíbios. Dois SK-105 cabem em uma Embarcação de Desembarque de Viaturas e Materiais (EDVM). O Brasil recebeu 17 unidades do modelo SK-105 A2S e um blindado de socorro 4KH7FA Greif.
O Kürassier é armado com um canhão de calibre 105 mm, uma metralhadora coaxial FN MAG, calibre 7,62×51mm, e uma metralhadora externa MH2B, calibre .50. A blindagem resiste a estilhaços e tiros de até 20 mm de calibre. Equipamentos de visão noturna para o motorista e sistema térmico de direção de tiro, para o atirador e comandante, permitem o combate à noite. O Greif conta com um guindaste giratório, guincho de lança e metralhadora .50 para defesa. A CiaCC é organizada em quatro pelotões de quatro Kürassier cada e mais um Kürassier do comandante.
O poder de choque dos SK-105, pequenos e em pequeno número, é limitado. Uma atualização estava em discussão em 2016. O vice-almirante Carlos Chagas, comandante da Força de Fuzileiros da Esquadra, esclareceu em 2021 que o SK-105 "já está no final de sua vida útil, foram descontinuados, inclusive". "Os carros poderiam estar parados, não fosse o esforço da tropa em mantê-los ativos". "Quando aparecerem recursos, eles poderão ser trocados".
Os Kürassier desfilaram em Brasília antes da Operação Formosa de 2021, chamando atenção na imprensa, como os outros blindados, pela fumaça preta que soltaram. Segundo Expedito Carlos Stephani Bastos, pesquisador de veículos militares, o SK-105 "já está obsoleto, e a Marinha quer substituir essa frota". A "fumaça preta significa que o motor está desgastado, a ponto de estourar e deixar o comandante na mão". Outro especialista, Paulo Roberto Bastos Jr., admitiu que os veículos estavam desgastados por mais de vinte anos de uso em ambientes inóspitos (salinos), e por ter sido do último lote produzido, era difícil obter peças de reposição, de forma que apenas quatro unidades estavam operacionais. Ainda assim, alegou que a fumaça preta foi produto da regulagem do motor a diesel para a potência exigida numa situação de combate real.

### Piranha

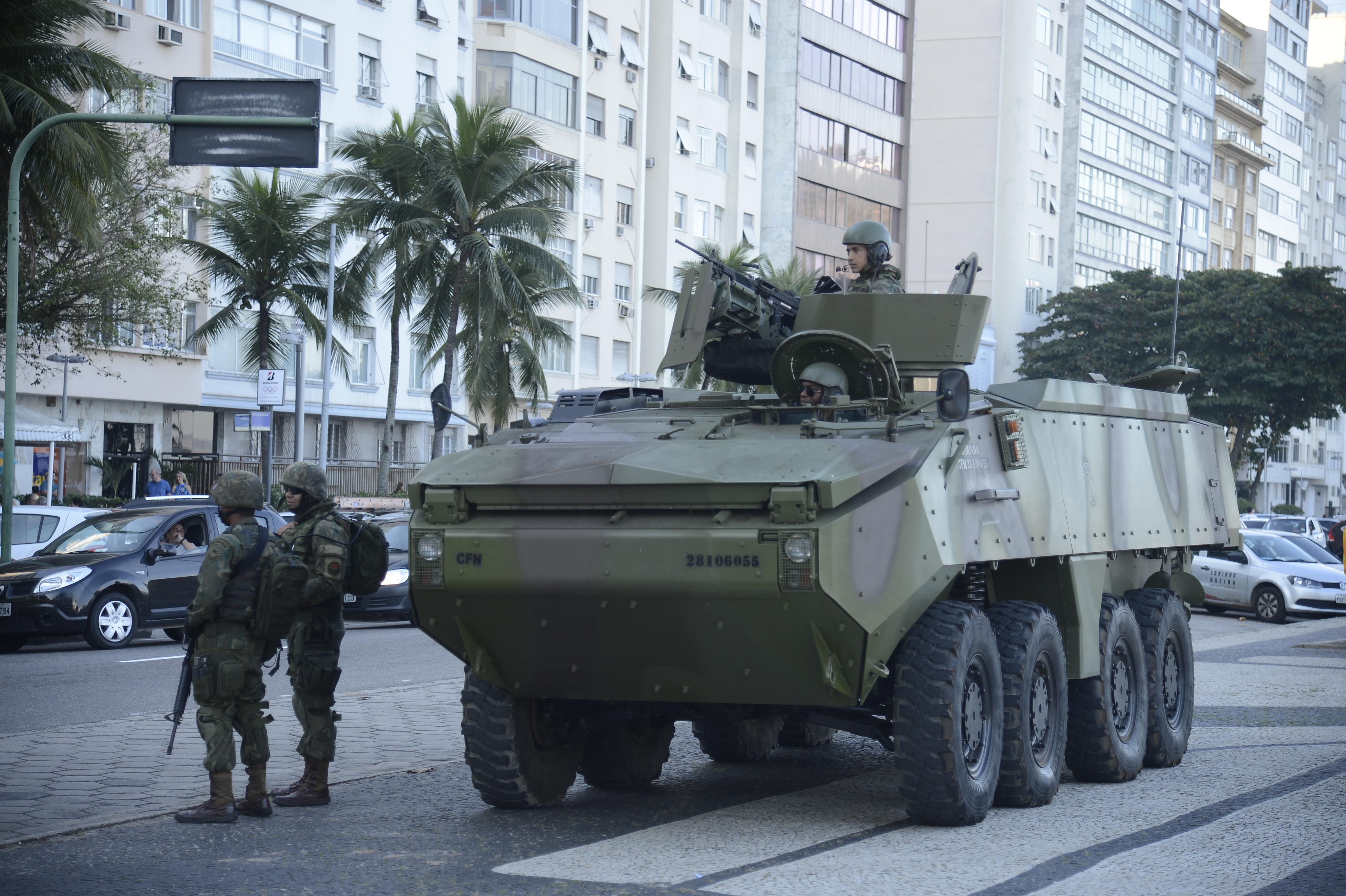
Piranha IIIC em operação de segurança no Rio de Janeiro

O Piranha IIIC, da empresa suíça Mowag, atendeu à necessidade imediata de um blindado de transporte de pessoal 8×8 para o contingente do CFN na Missão das Nações Unidas para a estabilização no Haiti (MINUSTAH). Até então os fuzileiros navais dependiam de blindados cedidos por outros países para as missões de paz, sem a conveniência do treinamento prévio no Brasil. Um lote de cinco unidades foi recebido em 2007–2008. Sua utilidade não se limitava às missões de paz, e o pedido foi ampliado para 30 unidades (25 de transporte, duas de socorro, duas de comando e uma ambulância), entregues gradativamente até 2014, prazo depois estendido a 2015. Esta frota é organizada numa Companhia de Reconhecimento Blindado (CiaReconBld) subordinada ao BtlBldFuzNav.
A versão de transporte tem dois tripulantes e carrega até onze militares com seu equipamento, protegidos por um casco resistente a tiros de até .50 a média distância, com apoio de fogo de uma metralhadora .50 M2. Há sistemas de visão noturna (NAP5-11) e detecção de emissões laser. A versão de socorro tem dois tripulantes, dois mecânicos, guincho e guindaste.

### JLTV

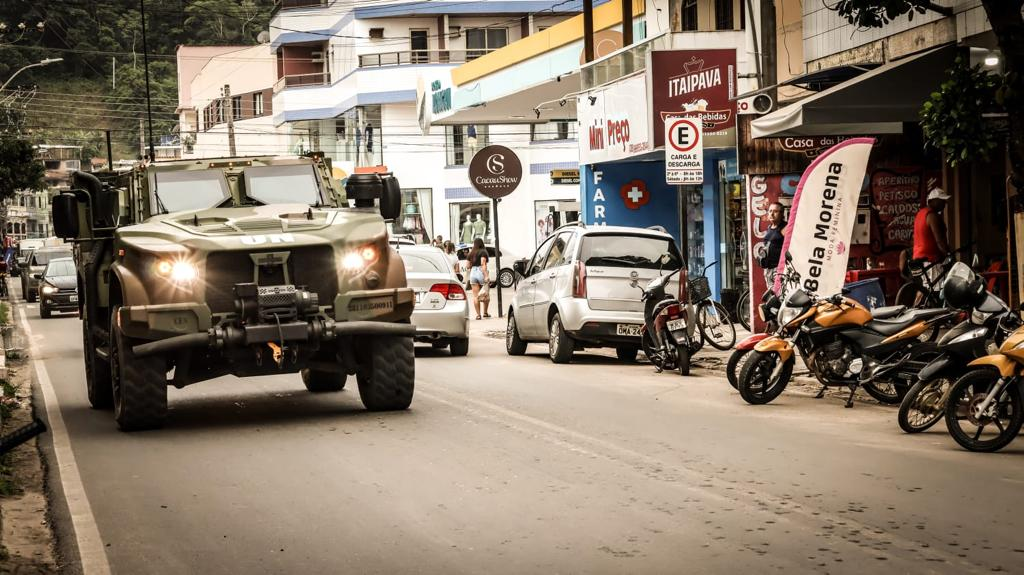
JLTV lidera um comboio num treinamento em ambiente urbano

O M1278A1 Heavy Guns Carrier (HGC) Joint Light Tactical Vehicle (JLTV), da empresa americana Oshkosh Defense, foi adquirido pela Marinha num lote de doze unidades em 2020, com entregas em 2023–2024. A compra foi parte do PROADSUMUS, mesmo subprograma de equipamento que trouxe caminhões UNIMOG 5000 ao CFN. Além deste lote, 48 unidades adicionais estavam em estudo, conforme noticiado pelo portal de inteligência Janes em 2021. Uma dúzia de veículos seria fornecida a cada um dos três Batalhões de Infantaria de Fuzileiros Navais e mais o Batalhão de Operações Especiais de Fuzileiros Navais. A revista Quatro Rodas mencionou em 2024 uma expansão da frota para 60 blindados até o final da década. O lote original foi incorporado pelo Batalhão de Blindados.
Classificado como blindado leve, embora pese cerca de 7 toneladas, o JLTV é o mais veloz do inventário do CFN, podendo atingir 122 km/h. Suas características defensivas levam em conta a experiência americana nas guerras do Iraque e Afeganistão, onde as ameaças foram as minas terrestres, explosivos improvisados e armas anticarro. Ele tem quatro tripulantes. Como armamento, pode empregar metralhadoras de 7,62 mm e 12,7 mm e lançador automático de granadas de 40 mm.

### Compras potenciais
O Programa de Equipamento e Articulação da Marinha do Brasil (PEAMB), divulgado em 2009, previu aquisições de 26 carros de combate (2013–2019), 72 transportes de pessoal sobre rodas (2010–2022) e 72 transportes de pessoal sobre lagartas (2010–2029). De 2009 a 2022, os relatórios do International Institute for Strategic Studies não indicaram nenhuma mudança no inventário de carros de combate, permanecendo com os mesmos SK-105. Dentre os transportes sobre rodas, a única mudança foi a expansão de 12 para 30 unidades do Piranha IIIC. Os transportes sobre lagartas eram os mesmos M-113.
Após a oferta do main battle tank (MBT) M1A1 Abrams pelo governo americano, em 2019 estudos do CFN indicaram a viabilidade de 20 a 30 MBTs na estrutura da força. A Janes relatou em 2023 de planos para MBTs como parte do PROADSUMUS, num horizonte temporal de até 2032. Entretanto, o próprio Abrams estava a ser substituído por blindados mais móveis no Corpo de Fuzileiros Navais nos Estados Unidos. A compatibilidade com os meios de desembarque da Marinha do Brasil sugere um blindado sobre rodas ou um medium main battle tank (MMBT). Em maio de 2025 o Comando do Material de Fuzileiros Navais publicou uma cotação detalhada ("request for quotation", RFQ) para fornecedores prospectivos de um blindado para substituir o SK-105. Dentre os principais requisitos estavam o peso inferior a 45 toneladas, canhão de 105 ou 120 milímetros e tripulação de três militares. São exigências são semelhantes às do programa Nova Família de Blindados do Exército Brasileiro, o que deixa em aberto uma compra conjunta para reduzir os custos. O programa tem um horizonte temporal até 2032.

## Funções
O batalhão fornece blindados aos Grupamentos Operativos de Fuzileiros Navais (GptOpFuzNav), incrementando seu poder de fogo, proteção blindada, defesa anticarro e capacidades de manobra, reconhecimento e segurança. Os carros de combate providenciam ação de choque, e os transportes de pessoal, a mobilidade e proteção aos fuzileiros. Ambos são principalmente ferramentas de apoio à infantaria, que é o núcleo de um GptOpFuzNav. Em determinadas circunstâncias os carros de combate podem ser empregados como o elemento principal de combate.
No caso de uma operação anfíbia, os blindados podem ser desembarcados logo após as vagas de assalto. Para entregá-los diretamente em terra, sem necessidade de um porto, a Marinha possui Embarcações de Desembarque de Carga Geral (EDCG) e Embarcações de Desembarque de Viaturas e Materiais (EDVM). Os modelos de EDCG disponíveis em 2018 carregavam até oito viaturas pesadas cada, numa capacidade máxima de carga de 140 toneladas, enquanto as EDVM tinham limite de 31 toneladas de carga. Estas embarcações podem ser transportadas e lançadas ao mar por um Navio Desembarque e Doca (NDD) ou Navio Doca Multipropósito (NDM), como o Bahia (G-40). Outra opção é um Navio de Desembarque de Carros de Combate (NDCC), como o Almirante Saboia (G-25), que abica na praia e projeta uma rampa para o desembarque direto das viaturas que ele carrega. O JLTV pode ser içado por um helicóptero.
Os carros de combate têm missões de apoio ao combate da infantaria. Quando empregados como elementos de combate, servem à destruição de forças e alvos específicos e à conquista de objetivos. Os demais blindados têm tarefas de apoio ao combate, quando fornecem transporte tático e apoiam o assalto a posições inimigas, e de apoio de serviços ao combate, quando transportam efetivos e materiais. Neste último caso, são importantes em regiões vulneráveis ao fogo de armas automáticas, tiro indireto e emboscadas. O JLTV, por sua vez, não é um veículo de ataque, servindo ao transporte de tropa, infiltração, reconhecimento, patrulha, escolta de comboios e estabelecimento de pontos de observação e vigilância. O Piranha também é apto ao reconhecimento mecanizado, que o M-113 era incapaz de fazer.
O Piranha e JLTV abrem mais possibilidades para as operações de paz no exterior e de garantia da lei e da ordem (GLO) no Brasil Até mesmo o M-113 é julgado apto a todo o espectro de operações, dos desembarques anfíbios às operações terrestres convencionais e a GLO. No Haiti, o Piranha foi usado no cerco de bairros dominados por gangues e no controle de distúrbios civis, acompanhado de militares equipados com armamento não letal. Retornando ao Brasil, foram empregados nas operações de GLO no Rio de Janeiro, ao início dos anos 2010, juntamente com os M-113. A operação contra traficantes na Vila Cruzeiro, em 2010, foi inédita nesse tipo de intervenção. Os blindados transportaram policiais e tinham ordem de não usar as armas próprias. A Operação Lais de Guia, GLO ordenada em 2023, contou com os Piranha e JLTV na patrulha do Porto do Rio de Janeiro.
Nos termos da Marinha, o JLTV ""atende especialmente à demanda de utilização em ambientes urbanos". Um comentarista no Le Monde diplomatique viu nesta compra um exemplo de orientação policial das Forças Armadas, pois o veículo é mais adequado aos "conflitos em cidades pobres do Sul Global, onde ruas estreitas, em áreas densamente povoadas e com ocupação territorial sem planejamento urbano, podem ser ocupadas por “grupos armados irregulares” (guerrilhas, milícias, cartéis, gangues etc.)", do que à defesa da Amazônia, Pantanal e litoral brasileiros.